# 特里費什蒂鄉 (雅西縣)
46°55′N 26°49′E / 46.917°N 26.817°E
特里費什蒂鄉（羅馬尼亞語：Comuna Trifești, Iași），是羅馬尼亞的鄉份，位於該國東北部，由雅西縣負責管轄，面積65平方公里，海拔高度60米，2007年人口3,777，人口密度每平方公里58人。